# Aurore polaire
Pour les articles homonymes, voir Aurore.
Ne pas confondre avec le journal homonyme, L'Aurore boréale.

Aurore boréale en Estonie.

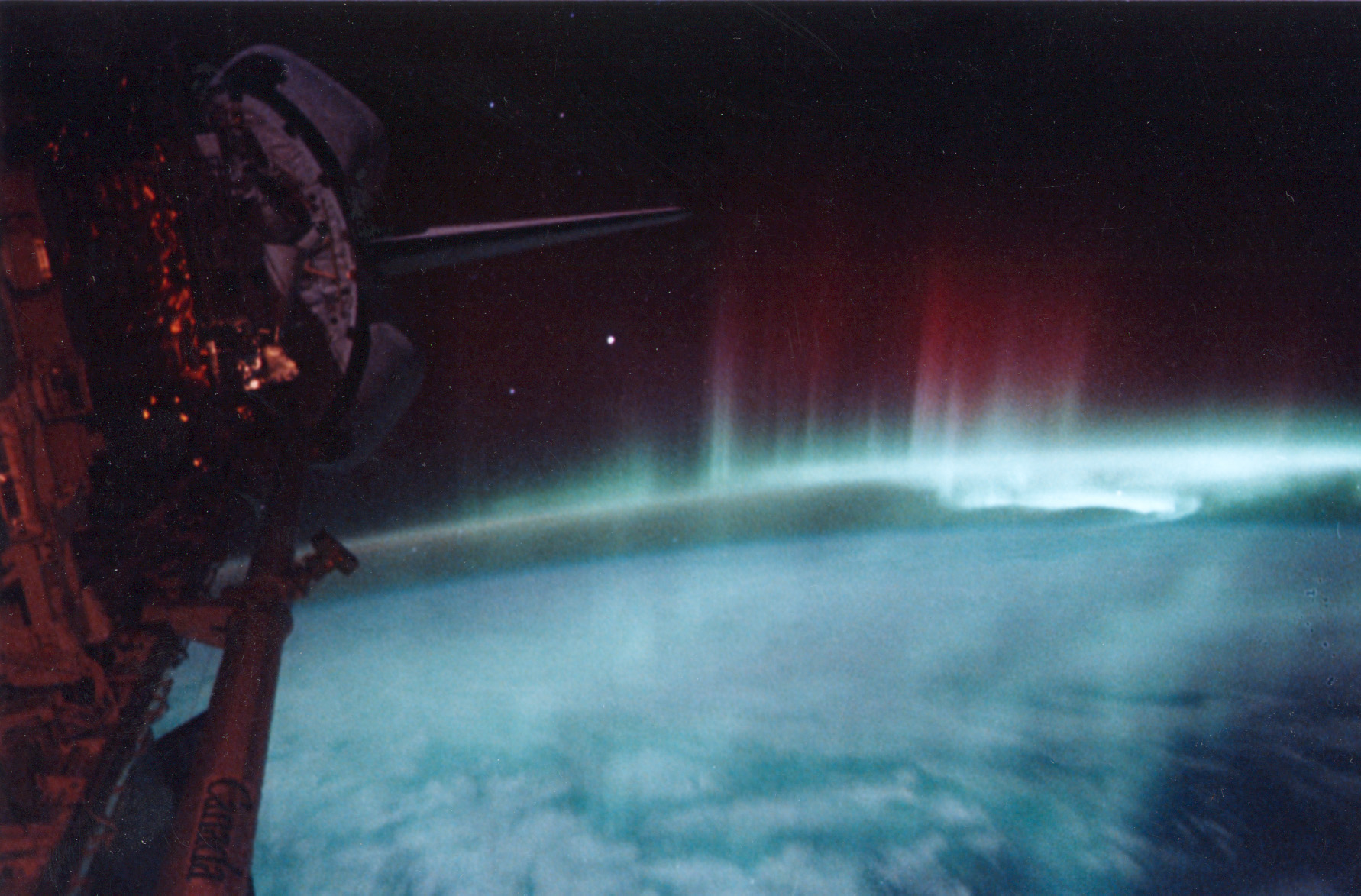
Aurore australe depuis la navette Discovery.

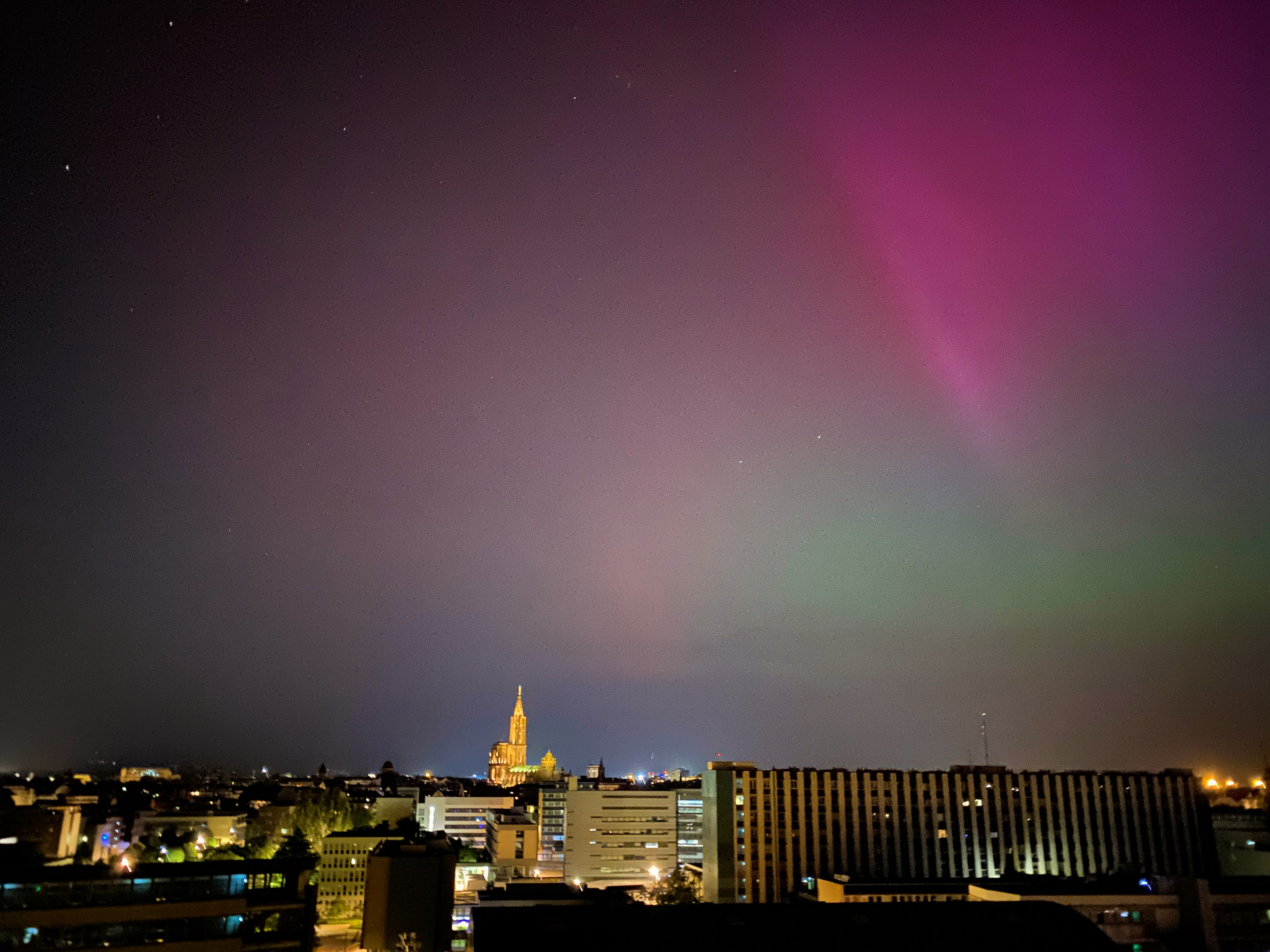
Aurore boréale à Strasbourg, nuit du 10 mai 2024.

Une aurore polaire, également appelée « aurore boréale » dans l'hémisphère nord et « aurore australe » dans l'hémisphère sud, est un phénomène lumineux atmosphérique caractérisé par des voiles extrêmement colorés dans le ciel nocturne, le vert étant prédominant dans les latitudes proches des pôles.
Provoquées par l'interaction entre les particules chargées du vent solaire et la haute atmosphère, les aurores se produisent principalement dans les régions proches des pôles magnétiques, dans une zone annulaire justement appelée « zone aurorale » (entre 65 et 75° de latitude).
En cas d'activité magnétique solaire intense, l'arc auroral s'étend et commence à envahir des zones beaucoup plus proches de l'équateur.

## Légendes et études scientifiques

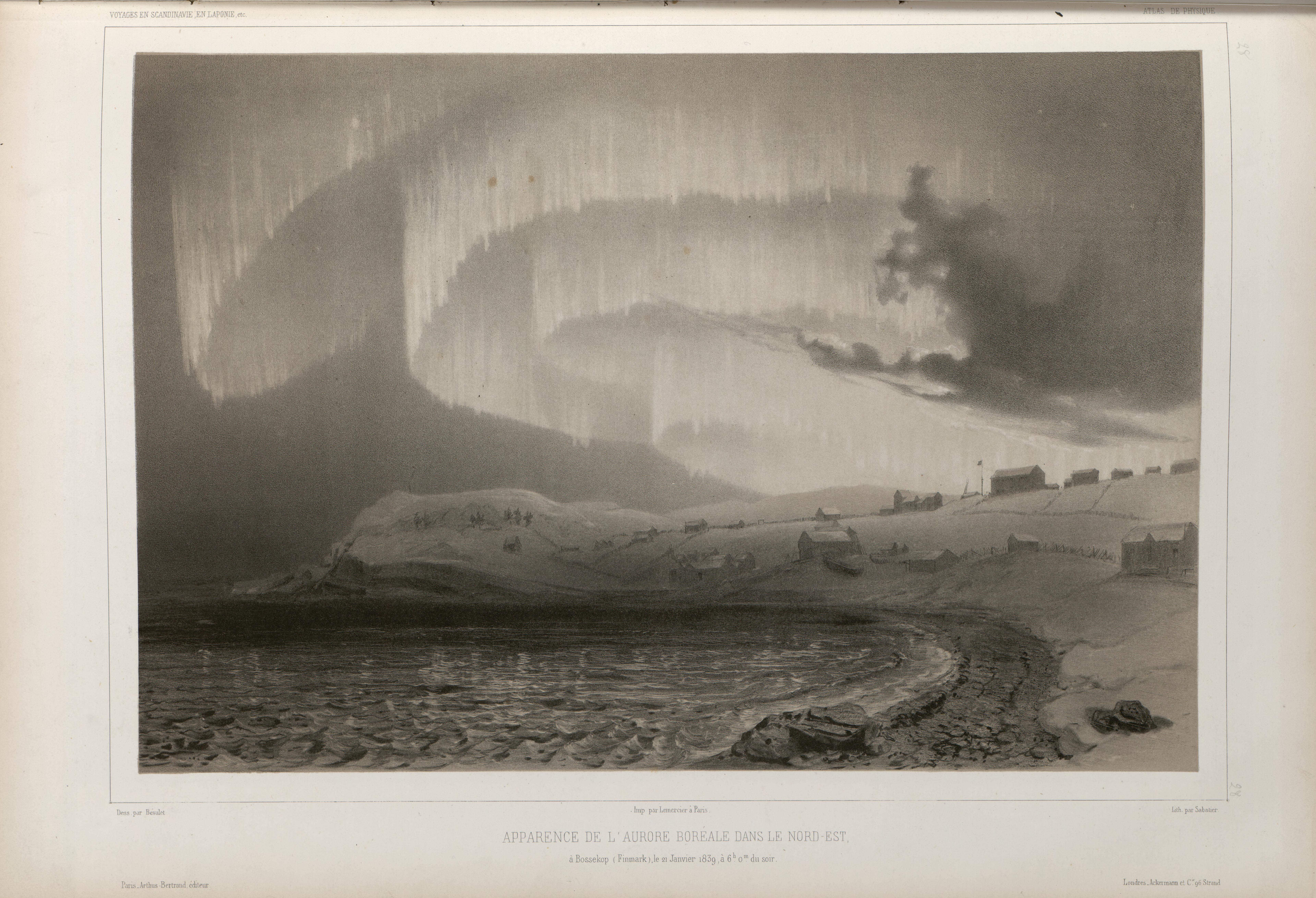
Illustration d'une aurore polaire au cours d'une expédition scientifique en Scandinavie vers le milieu du XIXe siècle.

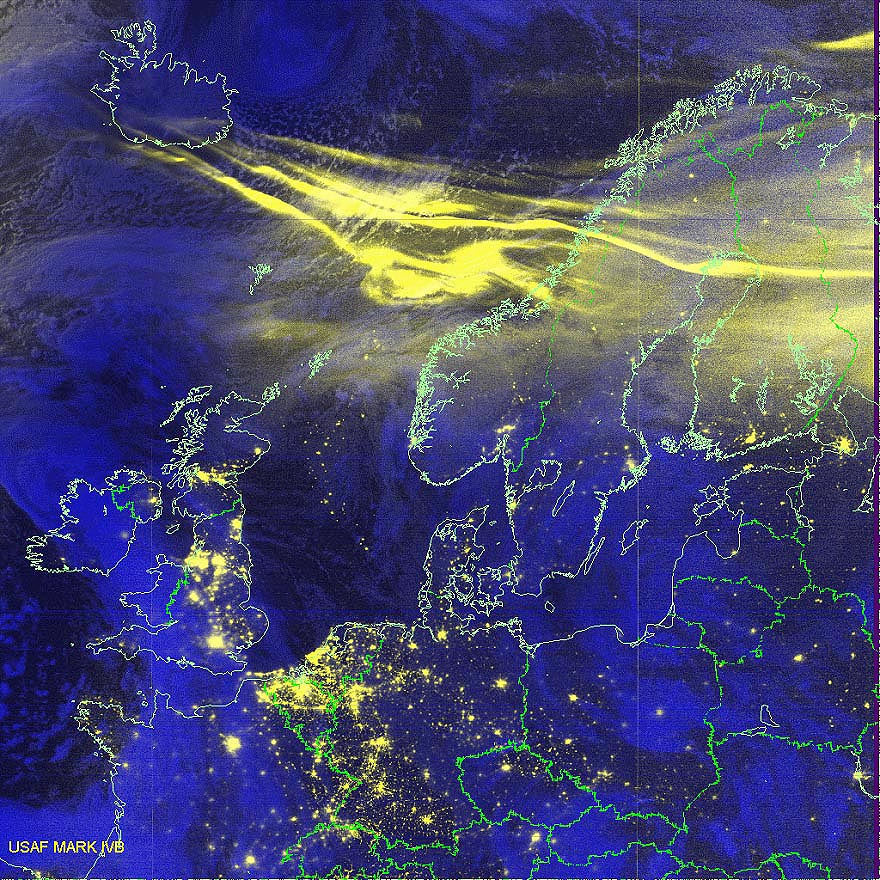
Aurore photographiée par le satellite DMSP au-dessus du nord de l'Europe.

Les aurores boréales ont été observées depuis toujours et ont probablement beaucoup impressionné les Anciens ; dans l'Antiquité, aussi bien en Occident qu'en Chine, les aurores étaient ainsi considérées comme des serpents ou des dragons dans le ciel.
Pline l'Ancien écrit : « On a vu pendant la nuit, sous le consulat de C. Caecilius et de Cn. Papirius (an de Rome 641), et d'autres fois encore, une lumière se répandre dans le ciel, de sorte qu'une espèce de jour remplaçait les ténèbres. »
Les aurores polaires sont associées à de nombreux mythes et légendes. L'anglais et l'allemand les désignent sous le nom de « lumières du nord » ou « lumières du sud ». 
Le finnois utilise le terme de revontulet, qu’on peut traduire par « queue de renard rouge » ou « feux du renard » : certains peuples Samis racontent en effet que le renard polaire, en parcourant rapidement les vastes étendues enneigées, éjecte de la poussière avec sa queue dans le ciel, ce qui crée ainsi les aurores boréales le long de son passage. 
Les Inuits du Groenland surnomment les aurores aqsarniit, croyant que les âmes des morts jouent à la balle avec des crânes de morses.
Une tribu du Nunavut pense à l'inverse que ce sont les morses qui jouent à la balle avec des crânes humains. 
Leur teinte rouge, associée au sang, est responsable du fait que les Inuits de l'Est du Groenland croient que les aurores polaires sont les âmes des enfants mort-nés.
D'autres mythologies nordiques évoquent le bifröst, la danse des esprits de certains animaux, particulièrement les saumons, les rennes, les phoques et les bélugas ; le souffle des baleines de l'océan Arctique ; le reflet du Soleil ou de la Lune sur les armures des Valkyries quand elles traversent le ciel ; des torches allumées par les esprits des morts pour accueillir au paradis les nouveaux arrivants.
En Europe au Moyen Âge, les aurores polaires qui prennent des teintes rouges sont associées au sang et à la guerre.
Les aurores boréales présagent une catastrophe ou sont vues comme le souffle des guerriers célestes qui racontent leurs combats dans le ciel.
Elles n'ont été étudiées scientifiquement qu'à partir du XVIIe siècle.
En 1621, l'astronome français Pierre Gassendi décrit ce phénomène observé jusque dans le sud de la France et lui donne le nom d'aurore boréale. 
Au XVIIIe siècle, l'astronome britannique Edmond Halley soupçonne le champ magnétique terrestre de jouer un rôle dans la formation des aurores boréales.
Henry Cavendish, en 1768, parvient à évaluer l'altitude à laquelle se produit le phénomène, mais il faudra attendre 1896 pour que celui-ci soit reproduit en laboratoire par Birkeland. 
Les travaux de Carl Størmer sur les mouvements des particules électrisées dans un champ magnétique ont facilité la compréhension du mécanisme de formation des aurores boréales.
À partir de 1957, l'exploration spatiale a permis non seulement une meilleure connaissance des aurores polaires terrestres mais aussi l'observation de phénomènes auroraux sur les grosses planètes comme Jupiter ou Saturne.
En 1975, le programme franco-russe ARAKS parvient à créer une aurore boréale artificielle.
En 2008, le chercheur Jean Lilensten a mis au point une expérience, reprenant la terrella de Birkeland, appelée la Planeterrella. Celle-ci permet de simuler les aurores polaires.
En 2023, une étude confirme un lien récemment mis en évidence, entre le nombre d'aurores polaires, la température de la troposphère et de la stratosphère dans la zone circumpolaire, et la consommation hivernale d’électricité en Finlande : Les flux de particules énergétiques apportées par le vent solaire dans l’atmosphère polaire peuvent significativement influencer le vortex polaire stratosphérique,, et donc secondairement la température de la troposphère en hiver austral, notamment en Finlande où l’activité géomagnétique (indicatrice de la précipitation énergétique des particules solaires) fait baisser la température moyenne, ce qui se traduit par un besoin accru de chauffage et une hausse de la consommation d’électricité.
Ceci se produit quand les vents stratosphériques équatoriaux dominants (dits vents QBO) sont orientés vers l’est. 
Les prévisionnistes de l'énergie sont invités à tenir compte de cette météo spatiale, sachant que les aurores boréales sont aujourd'hui prévisibles, grâce notamment aux travaux de l'observatoire Kjell Henriksen avec le Centre universitaire du Svalbard, et à leur programme informatique SvaltrackII disponible au grand public.

## Formation
Une éruption solaire ou un sursaut solaire important provoque un afflux de particules chargées, éjectées par le Soleil, qui entre en collision avec le bouclier que constitue la magnétosphère provoquant ainsi un orage magnétique. 
Des particules électrisées à haute énergie peuvent alors être captées et canalisées par les lignes du champ magnétique terrestre du côté nuit de la magnétosphère (la queue) et aboutir dans une zone appelée ovale auroral. 
Ces particules — électrons, protons et ions positifs — excitent ou ionisent les atomes de la haute atmosphère, l'ionosphère. L'atome excité ne peut rester dans cet état, et un électron change alors de couche, libérant au passage un peu d'énergie, en émettant un photon (particule élémentaire constitutive de la lumière visible). 
Comme la nature des gaz composant l'atmosphère (oxygène, hydrogène, azote, etc.) dépend de l'altitude, ceci explique en partie les variations de teintes des nuages, draperies, rideaux, arcs, rayons… qui se déploient dans le ciel à des altitudes comprises entre 80 et 1 000 km. L'ionisation résultant de cet afflux de particules provoque la formation de nuages ionisés réfléchissant les ondes radio.
C'est en juillet 2008 qu'une explication cohérente de ce phénomène a été fournie par la NASA grâce à la mission américaine THEMIS. Les scientifiques ont en effet localisé la source de ces phénomènes dans des explosions d'énergie magnétique se produisant à un tiers de la distance qui sépare la Terre de la Lune. Ils sont ainsi provoqués par des « reconnexions » entre les « cordes magnétiques géantes » reliant la Terre au Soleil qui stockent l'énergie des vents solaires.

### Couleurs

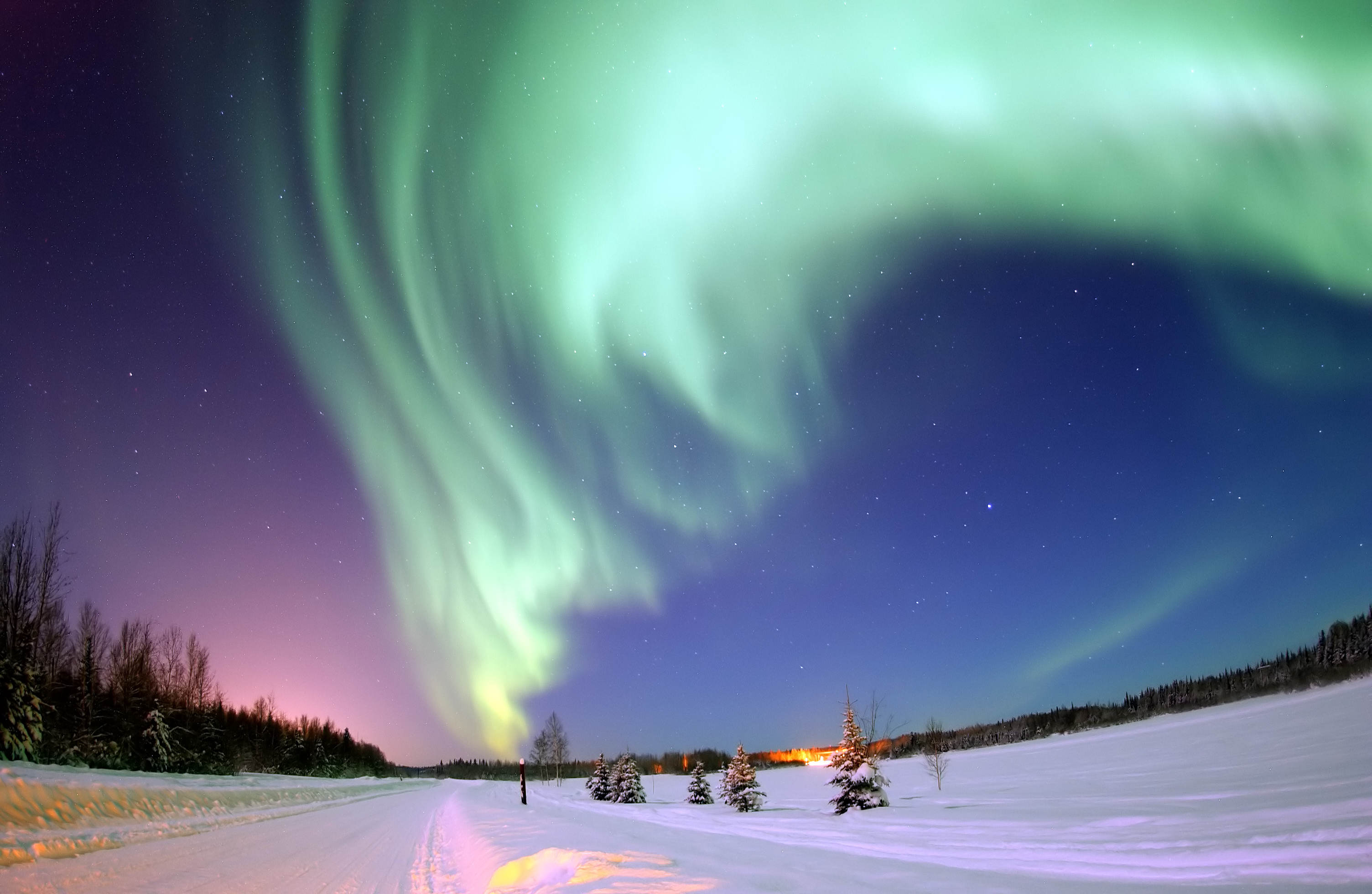
Aurore boréale en Alaska.

Les phénomènes auroraux prennent plusieurs teintes différentes, passant du vert au rose, au rouge et à l'indigo violet. 
L'étude spectrographique de la lumière émise montre la présence de l'oxygène atomique (raie verte à 557,7 nm entre 120  et   180 km d'altitude et doublet rouge à 630  et   636,4 nm au-dessus de 150 km d'altitude), de l'azote et de ses composés et de l'hydrogène (656,3 nm) lors des aurores à protons. 
Aux plus basses altitudes, la couleur observée le plus fréquemment est le pourpre (altitudes de 90  à   100 km).
L'excitation des molécules, atomes et ions d'azote et d'oxygène sont à l'origine des principales couleurs.
L'oxygène émet principalement du vert et du rouge, tandis que l'azote émet du bleu, du rouge et du violet.
L'atmosphère a des densités en oxygène et en azote qui varient avec l'altitude, l'oxygène devenant plus dense que l'azote au-dessus de 200 km d'altitude, ce qui explique en partie la prédominance de vert dans les aurores polaires. 
Certaines des molécules de diazote excitées interagissent aussi avec l'oxygène, causant une émission additionnelle de vert, ce qui contribue également à la dominance de la couleur verte. 
L'hélium et l'hydrogène produisent des aurores boréales mauves ou bleues. Enfin, l'énergie du vent solaire joue aussi un rôle dans les couleurs observées.

### Classifications

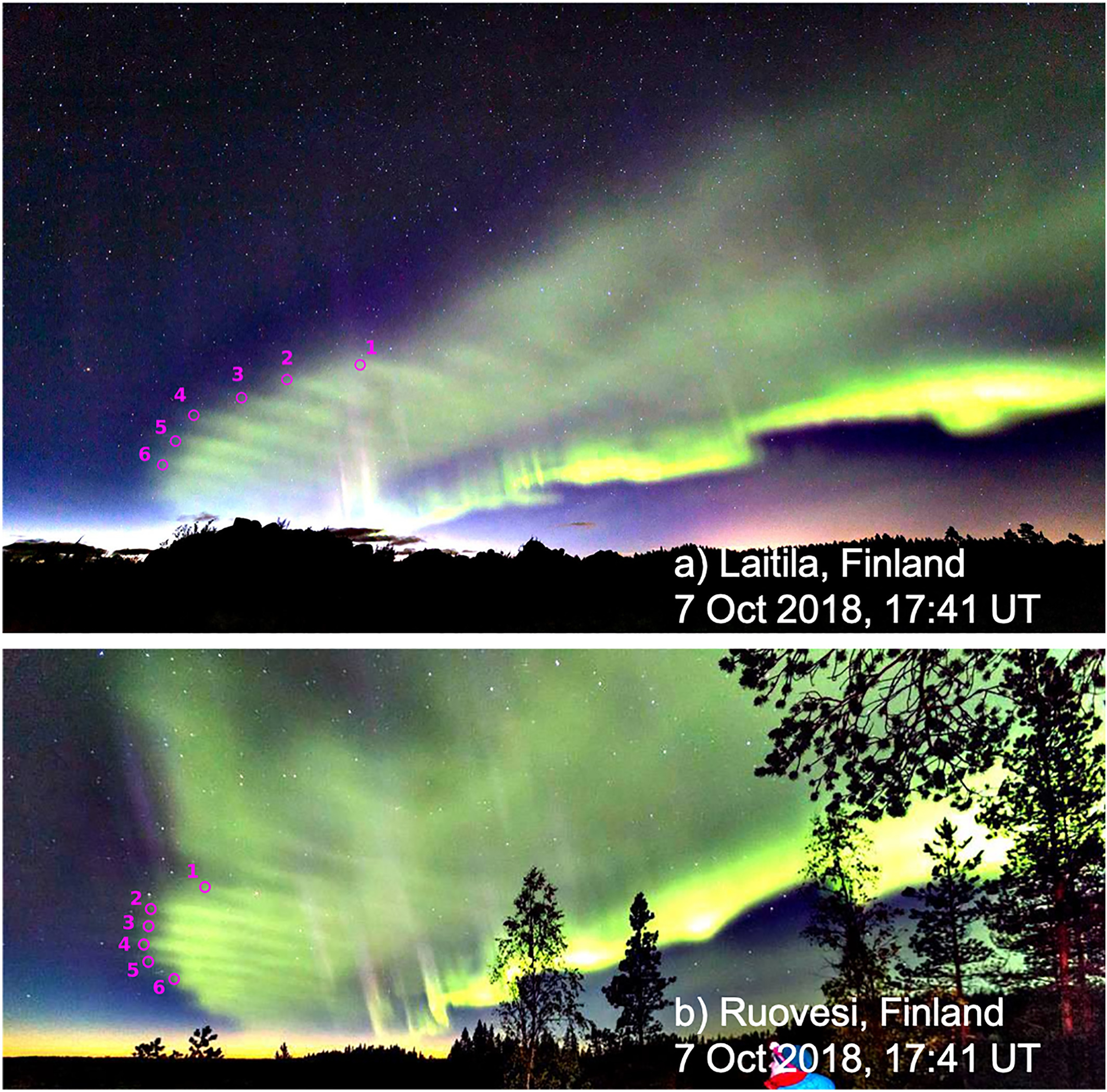
Aurore polaire de type dune photographiée en Finlande en octobre 2018 depuis Laitila (direction nord-ouest) et depuis Ruovesi (direction ouest).

Les premiers scientifiques qui se sont intéressés aux phénomènes auroraux ont tout d'abord instauré des classifications de ceux-ci en tenant compte de la forme, de l'étendue et de l'intensité des émissions, ce qui permet une approche objective et quantitative du phénomène. Ainsi en sont-ils venus à deux types d'aurores : les formes discrètes et les formes diffuses.
Les formes discrètes ont comme caractéristique de se former en longs arcs ou en bandes. Les arcs « ondulent » de seconde en seconde, comme certains nuages changent d'apparence sous l'effet du vent. Elles prennent ainsi la forme de la magnétosphère, ce qui leur donne les apparences d'une largeur plutôt mince (de 1  à   10 km), mais d'une longueur courbée presque infinie.
En 2018, une nouvelle forme d'aurore polaire, les « dunes », a été décrite pour la première fois. Ce nouveau type témoigne de phénomènes atmosphériques ayant lieu à environ 100 km d'altitude, où il est difficile d'envoyer des instruments de mesure.

## Observations

### Aspect
Les aurores boréales ou polaires recouvrent le ciel de draperies luminescentes pouvant furtivement reproduire sur leur bord toutes les couleurs du spectre. Il faut que le ciel soit clair, dégagé de préférence sans lune et dépourvu de lumières parasites.
Le spectacle est très changeant et peut débuter par la formation d'un arc (arc auroral) perpendiculaire au méridien magnétique du lieu, puis s'accompagner de rayons parfois animés d'une pulsation plus ou moins rapide (0,05  à   15 hertz) ou se déplacer plus ou moins rapidement. On observe parfois des lueurs ressemblant à un rideau ou une draperie agitée par la brise.
La luminosité peut considérablement varier, de sorte que le phénomène peut durer de quelques minutes à plusieurs heures.

### Localisation et intensité
Les ovales auroraux sont centrés autour des pôles magnétiques et se forment le plus souvent à une latitude géomagnétique d'environ 60° à 75°.
Les aurores polaires peuvent être observées toute l'année, de nuit par ciel dégagé.
Les aurores boréales sont plus aisément observées entre fin août et début avril. Les pays où elles sont visibles sont le Groenland, l'Alaska, l'Antarctique, le nord du Canada, l'Islande, la Scandinavie, la Finlande, la Russie, ainsi que les îles Shetland au nord du Royaume-Uni et les îles Féroé.
Dans l'hémisphère sud, les aurores australes sont plus aisément observées en hiver, d'avril à septembre. Elles sont visibles à partir de l'indice Kp 4 en Australie et en Nouvelle Zélande. À l'indice Kp 9, elles deviennent visibles en Argentine et en Afrique du Sud.
Il est très rare d'observer des aurores à des latitudes magnétiques inférieures à 50 degrés. Cela se produit seulement pendant la période d'activité solaire maximale du cycle de 11 ans, lors des éruptions solaires les plus importantes.
L'intensité des tempêtes géomagnétiques est estimée avec l'indice Kp (0 à 9) de perturbation géomagnétique planétaire, une mesure physique associée à une échelle G (de 1 à 5) des impacts provoqués par les tempêtes géomagnétiques.
Lorsqu'une forte activité géomagnétique touche la terre, la magnétosphère est comprimée et les aurores descendent en latitude.
Lorsque le Kp se situe entre 0 et 2, les aurores boréales touchent les régions les plus septentrionales, entre 3 et 5, les aurores sont visibles plus au Sud mais se montrent également plus brillantes près des pôles.
Entre 6 et 7, les aurores sont brillantes et vives dans les hautes latitudes et visibles jusque dans le Nord de l'Europe.
Avec un Kp entre 8 et 9, la visibilité s'étend vers le Sud de l'Europe.
L'indice Kp est indiqué en temps réel par l'agence américaine d'observation océanique et atmosphérique, le NOAA Space Weather. Un tableau de bord visualise l'évolution des ovales des aurores boréales et australes sur 3 jours.

### Observations notables

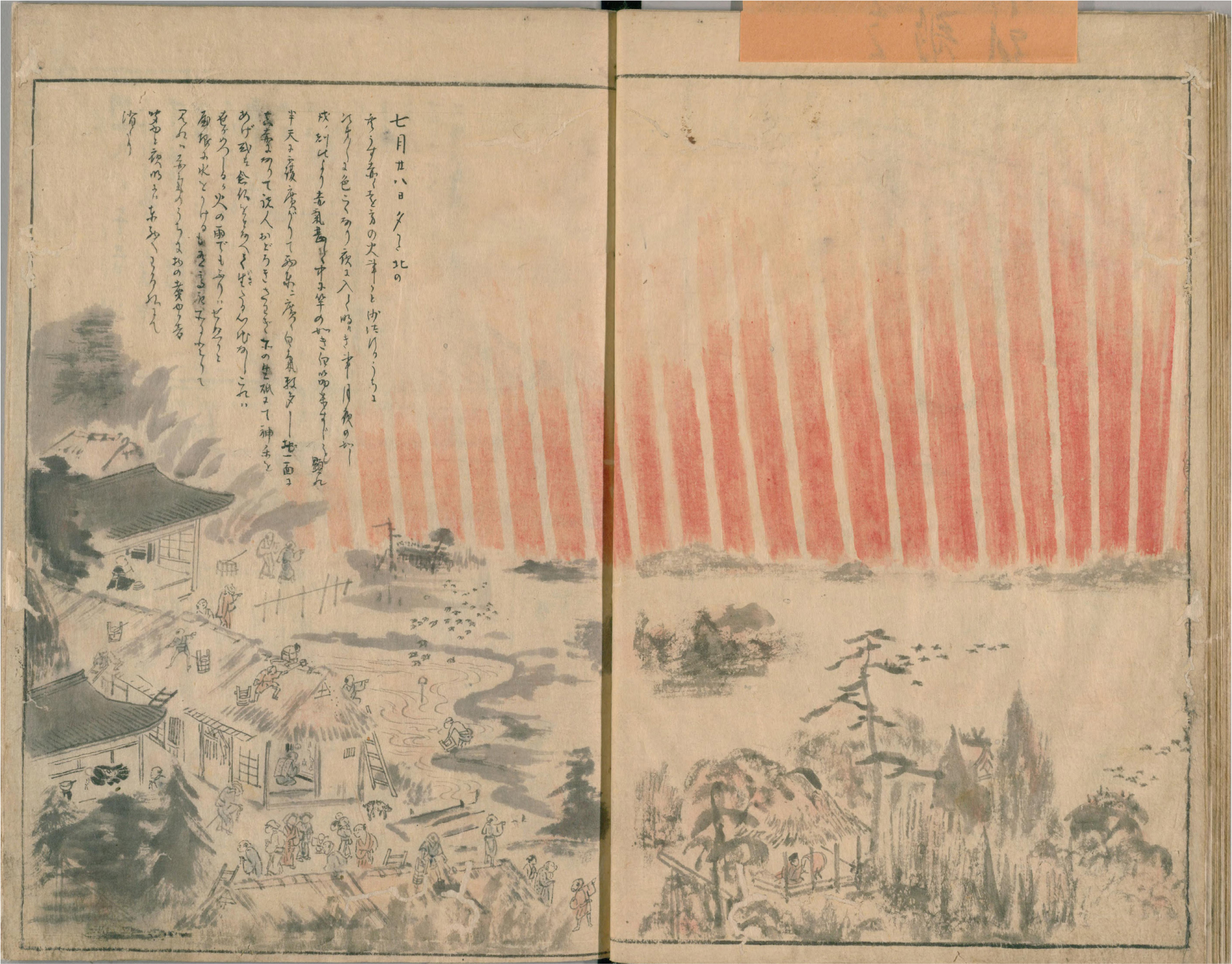
Peinture d'époque illustrant les colonnes lumineuses de l'aurore boréale de septembre 1770 depuis Nagoya au Japon.

De grandes aurores polaires de basses latitudes sont observées dans toute l'Asie de l'Est du 16 au 18 septembre 1770. Elles sont attestées par 111 documents historiques qui suggèrent une durée et une intensité hors norme. Notamment, des dessins révèlent que les taches solaires étaient deux fois plus grandes que celles observées lors des aurores de 1859.
L'aurore polaire due à l'éruption solaire de 1859 est « descendue » jusqu'à Honolulu et jusqu'à Singapour en septembre 1909, atteignant ainsi l'équateur terrestre. En octobre et novembre 2003, une aurore boréale a pu être observée dans le sud de l'Europe. Un phénomène d'ampleur exceptionnelle s'est produit le 24 octobre 2014, visible en Amérique du Nord et en Europe du Nord.
Dans la nuit du 10 au 11 mai 2024, un orage magnétique extrême de classe G5, soit le niveau maximum sur l’échelle utilisée, a provoqué des aurores boréales observables à des latitudes inhabituelles dans le continent américain, en Europe du Nord et en Russie,. Ces orages magnétiques de mai 2024 (en) correspondent à des pics d'activité du cycle solaire 25.

## Effets sur les communications
Avant l'ère des communications par satellites, le meilleur moyen de communication dans les régions vastes et étendues comme celle du Canada était la communication par les ondes radio. Lors d'orages solaires intenses, les communications se voyaient interrompues puisque ces ondes voyagent par le biais de la haute atmosphère.
Le nuage ionisé que constitue l'aurore polaire réfléchit les ondes électromagnétiques dans le domaine des très hautes fréquences (VHF et au-delà). Les radioamateurs utilisent ce phénomène pour réaliser des liaisons expérimentales à grande distance. Les ondes radio sont en fait diffusées plus que réfléchies ce qui produit une forte déformation de la modulation. La télégraphie morse est pratiquement le seul mode de transmission utilisable. Un effet néfaste de ce phénomène est la perturbation des communications sur ces fréquences.

## Aurores polaires sur d'autres planètes

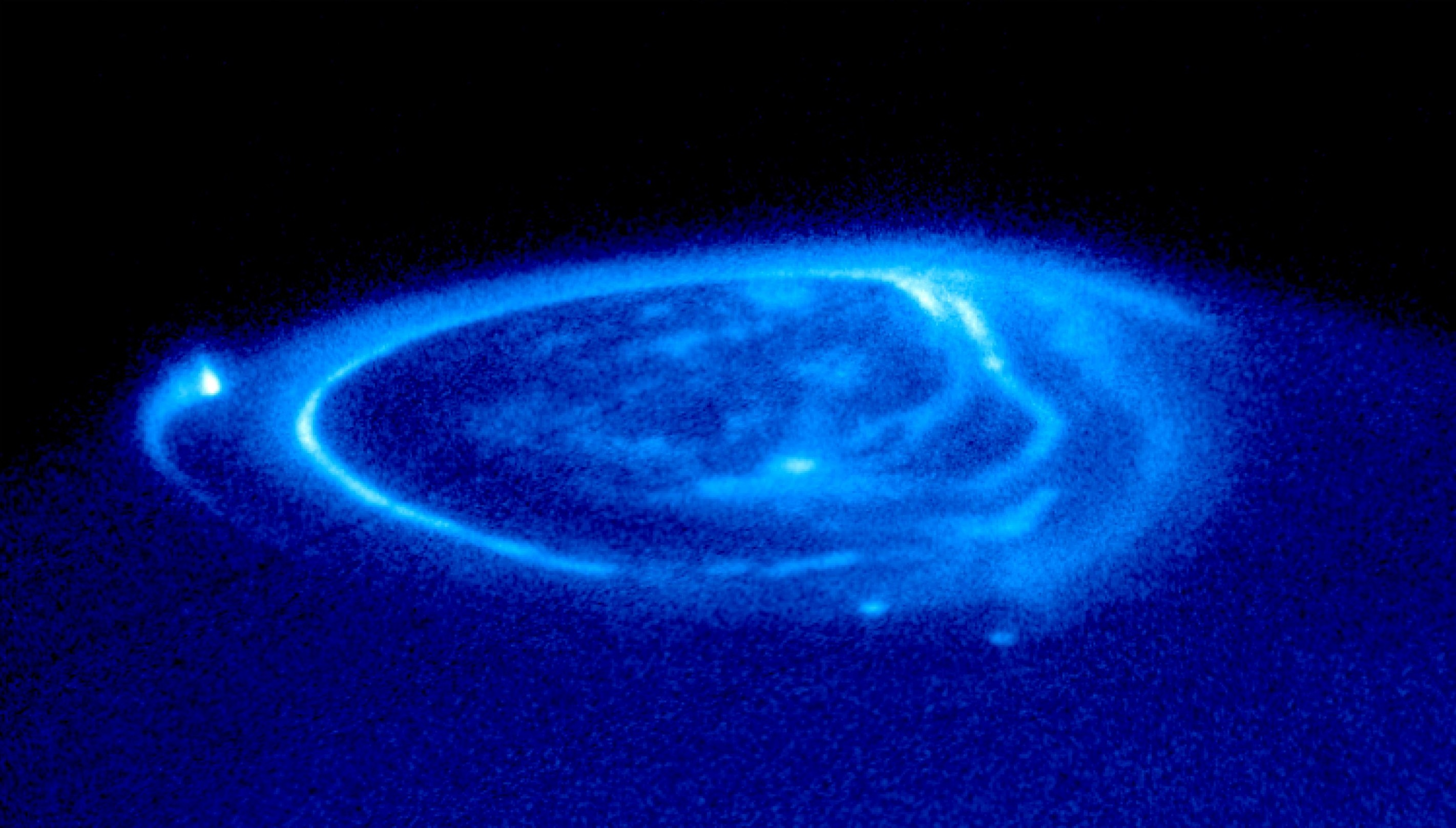
Aurore sur Jupiter, en ultraviolet.

Les aurores polaires ne sont pas un phénomène spécifique à la Terre. Il est possible d'en trouver sur n'importe quelle planète possédant un champ magnétique. Elles sont observables, entre autres, grâce aux photographies prises en ultraviolet par le télescope Hubble.
Les aurores polaires vues sur les planètes autres que la Terre peuvent être générées par d'autres phénomènes physiques que ceux provoquant les aurores terrestres. Sur Jupiter, par exemple, l'ovale auroral principal est une conséquence de la « rupture de co-rotation » du plasma : le champ magnétique de la planète entraîne normalement le plasma avec lui, mais, à partir d'une certaine distance, la vitesse à communiquer au plasma devient trop grande et celui-ci ne suit plus. Cela crée un courant électrique à l'origine de l'ovale auroral.
Sur Jupiter, les satellites de la planète créent un courant électrique en se déplaçant par rapport au champ magnétique (même phénomène que pour une dynamo). Ces courants créent des « spots auroraux », vus pour la première fois en infrarouge, puis en ultraviolet. On peut voir ces spots sur l'image ci-contre, en dehors de l'ovale principal : le spot le plus brillant correspond à Io (à gauche), ceux d'Europe et Ganymède sont visibles au premier plan.
Toujours sur Jupiter, un groupe de chercheurs du Laboratoire de physique atmosphérique et planétaire de l'ULg a observé des phénomènes auroraux sur la géante gazeuse par le biais du télescope Hubble, dont en particulier ceux dus aux satellites Io, Europe et Ganymède. Leur travail révèle le détail des spots ultraviolets et permet une meilleure compréhension des phénomènes les engendrant.
Des aurores polaires ont également été photographiées par Hubble sur Saturne et d'autres par Mars Express sur la planète Mars grâce à l'instrument SPICAM,. Mars ne possédant pas de champ magnétique global, ces aurores sont localisées dans des zones où subsiste un champ magnétique local,. Mars présente aussi des aurores boréales d'une nature différentes de celles connues sur Terre : des aurores diffuses, plus faibles mais qui peuvent concerner toute la planète et durer plusieurs jours, des aurores de protons sur la face éclairée de la planète, dues à des protons solaires qui captent un électron et se transforment en atomes neutres extrêmement énergétiques qui ne sont pas déviés par le champ magnétique, et des aurores formant des taches discontinues.
Des aurores polaires ont également été détectées sur Vénus, Uranus et Neptune.
Le 21 janvier 2013, des chercheurs annoncent avoir très probablement détecté pour la première fois des aurores sur des exoplanètes, grâce au Low-Frequency Array radio telescope situé aux Pays-Bas.